# Jonas Bjerre (sanger)
 Der er for få eller ingen kildehenvisninger i denne artikel, hvilket er et problem. Du kan hjælpe ved at angive troværdige kilder til de påstande, som fremføres i artiklen.

 Der er flere personer med dette navn, se Jonas Bjerre.
Jonas Bjerre (født 21. september 1976) er en dansk musiker, kunstner, komponist og forsanger i den danske musikgruppe Mew.
Jonas Bjerre er nok mest kendt for sin lyse vokal, der er med til at give Mew sin unikke lyd. Han animerer også visuelle effekter til Mews live-shows.
Ud over at synge spiller Jonas på klaver, guitar, synthesizer og harmonika, men det er hans vokal, der har gjort ham kendt, og i 2006 blev han ved Danish Music Awards kåret, som Årets Danske Sanger.
Han blev desuden også vinder af den læserbestemte pris Årets Danske Sanger i 2009 hos bladet Gaffa.
Jonas er også sanger i supergruppen Apparatjik, der består af ham selv, Magne Furuholmen (a-ha), Guy Berryman (Coldplay) og Martin Terefe. Gruppen blev oprindeligt skabt for at lave en sang til et velgørenhedsalbum kaldet Songs For Survival, forbundet til BBC dokumentarserien Amazon With Bruce Parry. Deres sang endte med at blive seriens hovedtema. Siden da har Apparatjik udgivet to albums, We Are Here (2010), og Square Peg In A Round Hole (2012). Derudover har de optrådt med koncerter i forskellige museer, haft udstillinger, og spillet på Roskilde Festivalen.
Bjerre har også medvirket som sanger på sange af artister som Duran Duran, Kimbra, Purity Ring, Blue Foundation, Silo, Molina, Future 3, RAC, Carly Paradis, og Kasper Winding.
Derudover har han komponeret og indspillet musik til tv og film. Bl.a. soundtracket til Rune Schjøtt's film Skyskraber, og til dokumentar serien Scandinavian Star.
Bjerre har også instrueret og animeret musikvideoer for A-ha, Agnes Obel, og Mew.
I 2021 formede Jonas gruppen Tachys, sammen med barndomsvennen Tobias Wilner. De udgav deres selvbetitlede debutalbum i 2022.